# Roberto Arlt
Roberto Godofredo Christophersen Arlt (Buenos Aires, 26 aprile 1900 – Buenos Aires, 26 luglio 1942) è stato uno scrittore, drammaturgo e giornalista argentino.

## Biografia

### Educazione ed esordi
La sua biografia è densa di dati contraddittori, spesso volontariamente suggeriti dallo scrittore. Alcune volte per esempio questi ha dichiarato di essere nato il 2 o il 7 aprile, altre volte ha affermato falsamente di chiamarsi Roberto Godofredo Christophersen Arlt.
Figlio di un immigrato prussiano, Karl Arlt, prussiano di Posen (oggi Poznan, in Polonia), e di Ekatherine Lobstraibitzer, originaria di Trento e di lingua italiana, Roberto Arlt nacque nel quartiere di Flores ed ebbe con il padre una relazione molto contrastata, frutto dell'educazione severa e oppressiva impostagli in famiglia. Il tedesco era la lingua parlata nella loro casa. Il conflitto con il padre riemerge in molti dei personaggi letterari della sua opera.
All'età di otto anni fu espulso dalla scuola per il suo temperamento turbolento. A sedici anni abbandonò la famiglia vivendo per le strade di Buenos Aires. Da quel momento Artl studiò da autodidatta mentre intraprendeva ogni sorta di lavoro manuale come il meccanico, l'imbianchino, il portuale, il commesso.

### Romanzi
Il suo primo romanzo, El juguete rabioso (1926, Il giocattolo rabbioso), era la storia autobiografica di un ragazzino che fugge da scuola e si trova coinvolto in avventure di ogni tipo cercando di intraprendere una scalata sociale. La storia, narrata dal protagonista ormai anziano, riflette le energie e il caos della società argentina dell'inizio del XX secolo.
Il secondo romanzo di Arlt, il popolare Los siete locos (I sette pazzi, 1929) era una storia condita da un linguaggio crudo e gergale, a tratti surreale con un uso libero dell'argot di Buenos Aires, il cosiddetto Lunfardo. In questo romanzo c'è una riflessione sulla società e sulla condizione dell'uomo.Los siete locos fu seguito dall'analogo Los Lanzallamas (I lanciafiamme, 1931). Questo dittico di romanzi è considerato il capolavoro dello scrittore. Oltre ai romanzi Arlt scrisse anche numerosi racconti brevi, spesso bizzarri, ambientati nella realtà alienata di pazzi o delinquenti che si muovono in cerca di avventure negli spazi caotici della grande città. La lucida irrequietezza intellettuale di Arlt e il suo rifiuto per lo stile letterario tradizionale, lo misero in cattivi rapporti con il gruppo di scrittori europeizzanti raccolti attorno alla rivista Martín Fierro, anche se lo scrittore collaborò alla rivista Proa e fu amico di Ricardo Güiraldes, al quale dedicò El juguete rabioso.

### Attività giornalistica
Ancora in vita, Arlt era comunque molto conosciuto in Argentina soprattutto per le sue Aguafuertes (Acqueforti), il risultato del suo lavoro come editorialista e giornalista fra il 1928 e il 1942, specialmente presso il quotidiano di Buenos Aires El Mundo. In questi brevi scritti di carattere giornalistico, Arlt seppe magistralmente dipingere le ipocrisie, le stranezze e le meraviglie della vita quotidiana nella capitale argentina, usando un linguaggio diretto, forte e privo di retorica. Fra marzo e maggio 1930, Arlt scrisse una serie di corrispondenze per El Mundo da Rio de Janeiro. Nel 1935 viaggiò per quasi un anno fra la Spagna e il Nordafrica, testimone diretto della Guerra civile spagnola.

### Attività teatrale
A partire dagli anni trenta, Arlt decise di dedicarsi anche al teatro, facendo rappresentare le sue opere nel circuito indipendente di Buenos Aires, specialmente al Teatro del Pueblo, diretto da Leónidas Barletta. L'unica sua opera teatrale a diventare celebre, fu El fabricante de fantasmas (Il fabbricante di fantasmi, 1936). Il teatro di Arlt rompe volontariamente con il realismo che dominava la drammaturgia argentina fino a quel momento e affronta problemi come l'alienazione e la perdita di identità. Fra le sue opere più rappresentate trovaimo Trescientos Milliones (Trecento milioni, 1932), Saverio el cruel (Saverio il crudele, 1936) e La isla desierta (L'isola deserta, 1937). Anche alcuni suoi testi narrativi furono adattati per il palcoscenico, come per esempio i romanzi El juguete rabioso e Los siete locos. Da questi due romanzi e da alcune opere teatrali furono anche ricavati dei film.
Al momento della sua morte, lo scrittore progettava una serie di corrispondenze dagli Stati Uniti, ma il suo fisico, minato da un'esistenza dura, lo abbandonò. Morì di un attacco cardiaco il 26 luglio del 1942.

### Arlt e il cinema
Egli, come altri autori della sua epoca, era affascinato dal cinema. Infatti nella sua opera narrativa ci sono numerosi passaggi che alludono alle forme di rappresentazione dell'immagine cinematografica. Per esempio nel "lanzallamas" le fantasie del personaggio Barsut intorno alla figura di Greta Garbo o nel "El amor brujo "la storia di una innamorata di Rodolfo Valentino.

### Influenza e considerazione critica
L'opera di Arlt ha profondamente influenzato la letteratura latinoamericana, specialmente la cosiddetta generazione del Boom che include scrittori come Gabriel García Márquez. Fra gli scrittori più evidentemente influenzati da Arlt si annoverano Abelardo Castillo, Ricardo Piglia e César Aira. Lo scrittore è ormai considerato come uno dei fondatori della moderna letteratura argentina insieme ai più famosi Borges e Bioy Casares.

## Opere
Le opere con il titolo in italiano sono quelle tradotte e pubblicate in Italia.

### Opere in prosa
- El diario de un morfinómano (1920)
- Il giocattolo rabbioso (El juguete rabioso, 1926)[2], trad. di Angiolina Zucconi, Roma, Savelli, 1978; poi in Roma, Editori Riuniti, 1997 e Cargo, 2012; Le Mani-Microart'S, 1994; poi in Rimini, Theoria, 2017 con trad. di Raffaella Vittori.
- I sette pazzi (Los siete locos, 1929)[2], trad. di Luigi Pellisari, Milano, Bompiani, 1971; poi in Roma, e/o, 2003 e Roma, Sur, 2012; trad. di Jaime Riera Rehren, Torino, 2013, Einaudi.
- I lanciafiamme (Los lanzallamas, 1931)[2], trad. di Luigi Pellisari, Milano, Bompiani, 1974; poi in Roma, Sur, 2015;
- L'amore stregone (El Amor brujo, 1932), trad. di Elisa Montanelli, San Miniato (PI), Intermezzi Editore, 2014.
- Acqueforti di Buenos Aires (Aguafuertes porteñas, 1933), trad. di Marino Magliani e Alberto Prunetti, Del Vecchio Editore, 2014
- Le belve (El jorobadito, 1933)[2], raccolta di racconti, trad. di Angiolina Zucconi, Roma, Savelli, 1980; trad. di Margherita Bernard, Viareggio, Baroni, 2002.
- Acqueforti spagnole (Aguafuertes españolas, 1936), trad. di Alessandro Gianetti, Casimiro Libri, 2019
- Un viaggio terribile (Un Viaje terrible, 1941)[3], raccolta di racconti, trad. di Raul Schenardi, Arcoiris, 2014.
- Segreti femminili (Secretos femeninos), raccolta di acqueforti, a cura di Carlo Alberto Montalto, Elliot, 2020.
- El crimen casi perfecto (1940)
- El criador de gorilas (1941)
- Nuevas aguafuertes españolas (1960)
- Las Fieras (????)
- Pequeños proprietarios (????)

### Opere teatrali
- El humillado (1930)
- 300 millones (1932)
- Prueba de amor (1932)
- Escenas de un grotesco (1934)
- Saverio el Cruel (1936)
- El fabricante de fantasmas (1936)
- La isla desierta (1937)
- Separación feroz (1938)
- África (1938)
- La fiesta del hierro (1940)
- El desierto entra a la ciudad (1952)
- La cabeza separada del tronco (1964)
- El amor brujo (1971)